# Sandy Burke of the U-Bar-U
Sandy Burke of the U-Bar-U er en amerikansk stumfilm fra 1919 af Ira M. Lowry.

## Medvirkende
- Louis Bennison som Sandy Burke
- Virginia Lee som Molly Kirby
- Alphonse Ethier som Jim Diggs
- H.H. Pattee som Jeff Kirby
- Echlin Gayer som Cyril Harcourt Stammers